# کیش و مات (فیلم)
کیش و مات فیلمی به کارگردانی و تهیه‌کنندگی جمشید حیدری و نویسندگی خشایار الوند محصول سال ۱۳۸۷ است. کیش و مات در مرداد ۱۳۸۸ به روی پرده سینما رفت.

## خلاصه داستان
داستان جوانی به نام بهروز است که دست به هر کاری می‌زند شکست می‌خورد. بهروز به جای اینکه دلیل ناکامی‌هایش را بیابد، فکر می‌کند آدم بدشانسی است و چون بدشانسی‌هایش تداوم می‌یابد، دست به خودکشی می‌زند، اما چون قرص مسهل خورده بود نجات می‌یابد. بهروز دوباره تصمیم به خودکشی می‌گیرد ولی این بار یک رزیدنت جوان اعصاب و روان به نام پریسا او را نجات می‌دهد و برای اینکه مانع خودکشی دوباره او شود قول می‌دهد دیگر بدشانسی نیاورد و حتی یک شانس خیلی بزرگ هم در انتظارش باشد. بهروز باور می‌کند اما تهدید می‌کند که اگر چنین نشود خود را خواهد کشت و این سرآغاز ماجراهای جدیدی است که برای بهروز شکل می‌گیرد.

## بازیگران
- حمید گودرزی: بهروز
- الناز شاکردوست: خانم دکتر(پریسا)
- نیما شاهرخ‌شاهی: کامران
- بهنوش بختیاری: بهنوش
- علی صادقی: بنیامین
- محمدرضا هدایتی: مجید
- احمد پورمخبر: جعفرآقا
- هاشم روحانی
- رحیم هودی
- ناصر سهرابی
- اکبر عبدی: آقاجون(‌پدر بهروز و بنیامین)